# Trương Mậu
Trương Mậu (giản thể: 张茂; phồn thể: 張茂; bính âm: Zhāng Mào) (277–324), tên tự Thành Tốn (成遜), còn gọi là (Tiền) Lương Thành Liệt Vương ((前)涼成烈王) (thụy hiệu do Hán Triệu ban) hay Tây Bình Thành công (西平成公) (thụy hiệu được sử dụng trong nội bộ Tiền Lương) là người cai trị đầu tiên được chấp thuận rộng rãi của nước Tiền Lương trong lịch sử Trung Quốc. Tiền Lương là một đất nước độc lập hoặc bán độc lập hình thành từ một châu của nhà Tấn, đất nước này luôn dao động trước việc là một chư hầu của triều Tấn hay một chư hầu của Hán Triệu, trong trường hợp này, rất khó để xác định thời điểm thành lập của Tiền Lương; song lệnh ân xá người dân sống trong lãnh địa ông cai quản thường được nhiều sử gia coi là dấu hiệu của việc độc lập từ nhà Tấn. Dưới thời gian cai trị ngắn ngủi của cháu trai ông là Trương Tộ, ông được truy phong là Lương Thành Vương (涼成王).

## Sự nghiệp ban đầu
Trương Mậu xuất hiện lần đầu trong sử sách năm là vào năm 308 khi cha ông, Trương Quỹ (張軌), Tây Bình Trang công và thứ sử Lương Châu (涼州, nay là trung bộ và đông bộ Cam Túc), bị đột quỵ và không thể nói được, do đó Trương Mậu đã đóng vai trò như một thứ sử khi phụ thân bị bệnh. Khi Trương Việt (張越, không có quan hệ họ hàng) và Tào Khiếp (曹怯) lợi dụng việc Trương Quỹ bị bệnh để thay thế vị trí, gia tộc họ Trương đã phản đối và thuyết phục Nam Dương vương Tư Mã Mô (司馬模) rằng Trương Quỹ vẫn nên là thứ sử. Tại thời điểm này, con trai cả của Trương Quỹ, cũng là huynh trưởng của Trương Mậu, Trương Thực (張寔), người trước đó ở tại Trường An, đã trở về Lương Châu rồi đánh bại và giết chết Tào Khiếp, tái khẳng định quyền cai quản của họ Trương trên toàn châu.
Dưới thời Trương Thực làm thứ sử, Trương Mậu là một trong những tướng tin cẩn của ông ta. Năm 320, pháp sư Lưu Hoằng (劉弘) lan truyền tin đồn rằng các vị thần muốn ông ta làm người cai quản Lương Châu, đã thuyết phục hai cận vệ của Trương Thực là Diêm Thiệp (閻涉) và Triệu Ngang (趙卬) ám sát Trương Thực. Trương Mậu lệnh bắt và hành hình Lưu Hoằng. Do con trai của Lưu Thực là Trương Tuấn còn quá nhỏ tuổi (13), các thuộc hạ của Trương Thực đã thỉnh cầu Trương Mậu nhận chức thứ sử và Tây Bình công và ông đã chấp thuận. Ông cũng đã ban hành lệnh ân xá chung cho người dân trong châu, và hành động này là lý do chính trong việc các sử gia thường coi thời cai trị của ông là dấu mốc đánh dấu sự độc lập của Tiền Lương.

## Cai trị
Trương Mậu ban đầu vẫn tiếp tục tuyên bố là chư hầu của nhà Tấn, chỉ coi mình là một thứ sử và có tước công. Ông bổ nhiệm cháu trai Trương Tuấn làm người kế vị. (Các thư tịch không rõ liệu Trương Mậu đã có con trai chưa.) Năm 321, ông bắt đầu cho xây một tòa tháp nguy nga gọi là Linh Quân đài (靈鈞台), nhưng sau khi Diêm Tăng (閻曾) thuyết phục ông rằng việc này quá tốn kém, ông đã cho dừng việc xây dựng.
Năm 322, Trương Mậu cùng với tướng Hàn Phác (韓璞) chiếm các quận Lũng Tây (隴西) và Nam An (南安, nay là Định Tây, Cam Túc), khi đó nằm dưới quyền kiểm soát của Hán Triệu, trong khi quân Hán Triệu đang phải chiến đấu với quân nổi loạn của Trần An (陳安), mở rộng lãnh địa của ông về phía đông đến Hoàng Hà.
Tuy nhiên, năm 323, sau khi hoàng đế Hán Triệu là Lưu Diệu đánh bại Trần An, ông ta tiếp tục tiến đến Hoàng Hà, tuyên bố đã sẵn sàng vượt sông. Trương Mậu đã chuẩn bị tư thế chiến đấu, song qua đàm phán, đã khuất phục trước Hán Triệu và nạp triều cống gồm ngựa, gia súc và đồ trang sức cho Hán Triệu. Lưu Diệu lập Trương Mậu làm Lương vương và ban cho ông cửu tích. Sau đó, Trương Mậu tiếp tục cho xây Linh Quân đài, nói rằng việc xây dựng này là cần thiết cho mục đích phòng thủ, và tăng cường phòng thủ tại kinh thành Cô Tang (姑臧, nay thuộc Vũ Uy, Cam Túc).
Vào mùa hè năm 324, Trương Mậu lâm bệnh. Ông nói với cháu trai Trương Tuấn rằng vẫn phải trung thành với nhà Tấn, và cũng ra lệnh rằng không được chôn cất ông với nghi thức của tước vương, do tước hiệu này không phải do hoàng đế nhà Tấn ban cho. Ông qua đời ngay sau đó.

## Niên hiệu
Hầu hết các thư tịch đều nói rằng Trương Mậu, giống như anh trai Trương Thực, tiếp tục sử dụng niên hiệu của Tấn Mẫn Đế là Kiến Hưng (để cho thấy họ vẫn tiếp tục trung thành với Tấn và tách biệt với Tấn Nguyên Đế) song một số nguồn lại chỉ ra rằng ông đã cải niên hiệu sang Vĩnh Quang (永光 yǒng guāng 320–323). Một thuyết hiện nay là niên hiệu của ông được sử dụng trong nội bộ Tiền Lương còn niên hiệu Kiến Hưng được sử dụng khi giao thiệp với các nước khác.